# HD59758
HD59758 — хімічно пекулярна зоря спектрального класу
A0 й має видиму зоряну величину в смузі V приблизно 10,9.

## Пекулярний хімічний склад
Зоряна атмосфера HD59758 має підвищений вміст 
Si
.